# Байтерек (Кордайский район)
Байтерек (каз. Байтерек, до 2011 г. — Рисполе) — село в Кордайском районе Жамбылской области Казахстана. Входит в состав Аухаттинского сельского округа. Код КАТО — 314833300.

## Население
В 1999 году население села составляло 501 человек (254 мужчины и 247 женщин). По данным переписи 2009 года, в селе проживало 337 человек (171 мужчина и 166 женщин).